# Cortemaggiore
Cortemaggiore (emilián nyelven Curtmagiùr) település Olaszországban, Emilia-Romagna régióban, Piacenza megyében. Lakosainak száma 4628 fő (2023. január 1.). Cortemaggiore Cadeo, Caorso, Fiorenzuola d’Arda, Pontenure, San Pietro in Cerro, Villanova sull’Arda és Besenzone községekkel határos.

## Népesség
A település lakossága az elmúlt években az alábbi módon változott:
| Lakosok száma | 4653 | 4679 | 4628 |
|               | 2017 | 2018 | 2023 |